# Leptodictya nicholi
Leptodictya nicholi är en insektsart som beskrevs av Drake 1926. Leptodictya nicholi ingår i släktet Leptodictya och familjen nätskinnbaggar. Inga underarter finns listade i Catalogue of Life.